# ClamWin
ClamWin est un logiciel antivirus libre pour Microsoft Windows (98/Me/2000/XP/Vista/7/8/10 et 2003/2008/2012). Basé sur le moteur et la base de données virales de ClamAV, il est écrit en C++ et en Python.

## Évolutions
En février 2005, ClamWin est élu « projet du mois » sur SourceForge.net.
Basé sur la bibliothèque ClamAV, ClamWin bénéficie de sa base de données virale qui évolue très rapidement, notamment grâce aux utilisateurs qui envoient régulièrement aux mainteneurs de nouveaux virus. De 100 000 virus reconnus en mars 2007, la base virale possède quatre ans plus tard, en 2011, plus d'un million de références à des virus connus.[réf. nécessaire]

## Protection résidente
ClamWin ne dispose pas de protection en temps réel. Toutefois cette fonctionnalité peut être assurée par un logiciel tiers qui travaillera de concert avec ClamWin : Clam Sentinel. Il s'agit d'un programme lui aussi sous licence GNU GPL, qui, en 2016 est activement développé.